# جيري يورك
جيري يورك (بالإنجليزية: Jerry York)‏ هو لاعب هوكي الجليد أمريكي، ولد في 25 يوليو 1945 في وترتاون في الولايات المتحدة.